# Alabama Wing Civil Air Patrol
A Alabama Wing Civil Air Patrol (ALWG) é uma das 52 "alas" (50 estados, Porto Rico e Washington, D.C.) da "Civil Air Patrol" (a força auxiliar oficial da Força Aérea dos Estados Unidos) no Estado do Alabama. A sede da Alabama Wing está localizada na "Maxwell Air Force Base" em Montgomery, Alabama.
A ala do Alabama é membro da Região Sudeste da CAP juntamente com as alas dos Estados de: Florida, Georgia, Mississippi e Puerto Rico.

## Missão
A Civil Air Patrol tem três missões: fornecer serviços de emergência; oferecer programas de cadetes para jovens; e fornecer educação aeroespacial para membros da CAP e para o público em geral.

## Serviços de emergência
A CAP fornece ativamente serviços de emergência, incluindo operações de busca e salvamento e gestão de emergência, bem como auxilia na prestação de ajuda humanitária.
Os membros da Alabama Wing praticaram sua habilidade de encontrar aviões abatidos executando um exercício em que os pilotos procuravam balizas de treino do ar, e as equipes de solo são então despachadas para o local apropriado.
A CAP também fornece apoio à Força Aérea por meio da realização de transporte leve, suporte de comunicações e levantamentos de rotas de baixa altitude. A Civil Air Patrol também pode oferecer apoio a missões de combate às drogas.

## Programas de cadetes
A CAP oferece programas de cadetes para jovens de 12 a 21 anos, que incluem educação aeroespacial, treinamento de liderança, preparo físico e liderança moral para cadetes.

## Educação Aeroespacial
A CAP oferece educação aeroespacial para membros do CAP e para o público em geral. Cumprir o componente de educação da missão geral da CAP inclui treinar seus membros, oferecer workshops para jovens em todo o país por meio de escolas e fornecer educação por meio de eventos públicos de aviação.

## Organização

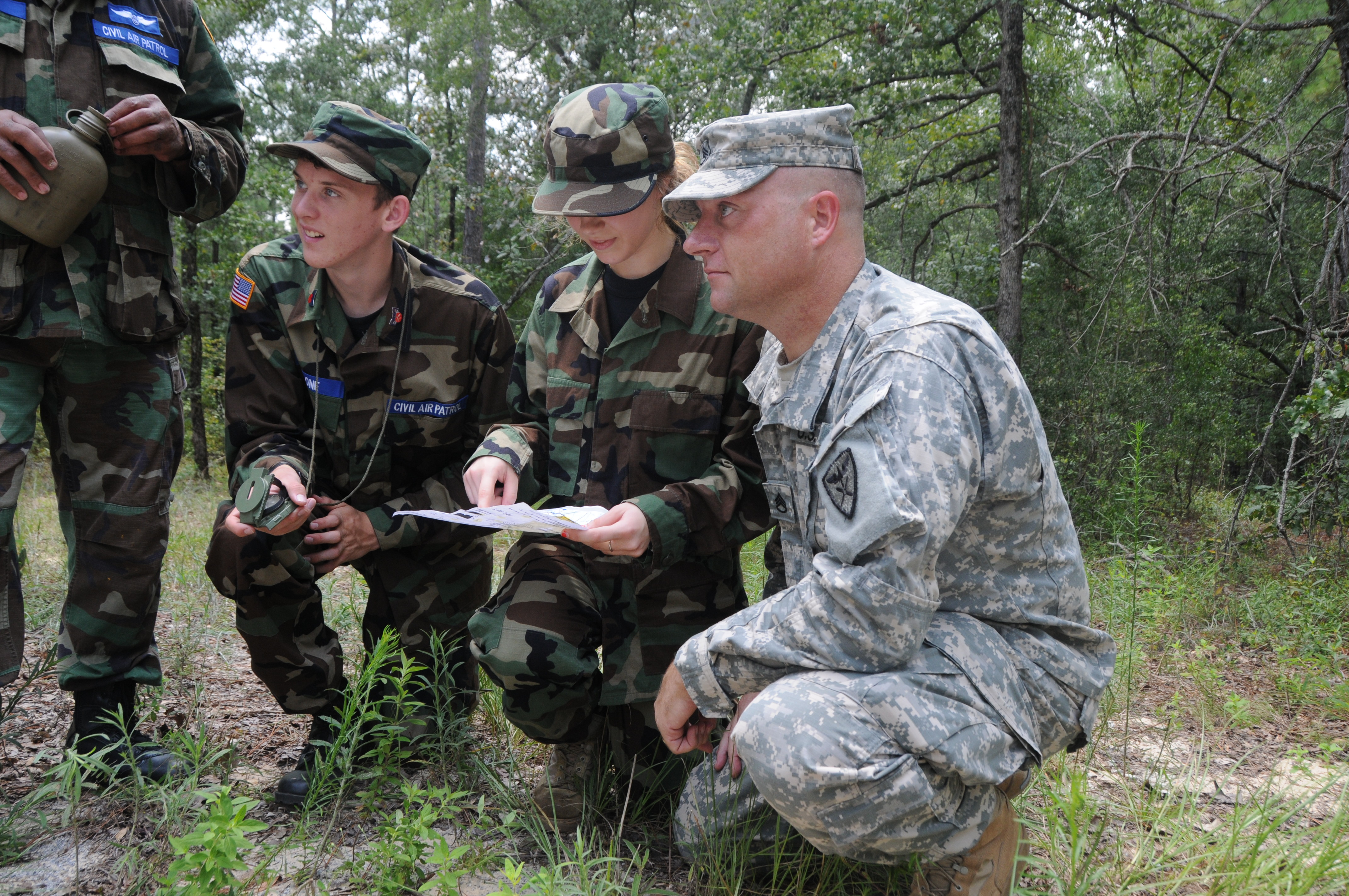
Sargento de equipe Vernon McNabb, B Com., 1st Bn., 13th Avn. Regt., ajuda dois cadetes a localizar seu próximo ponto durante um exercício de navegação terrestre.

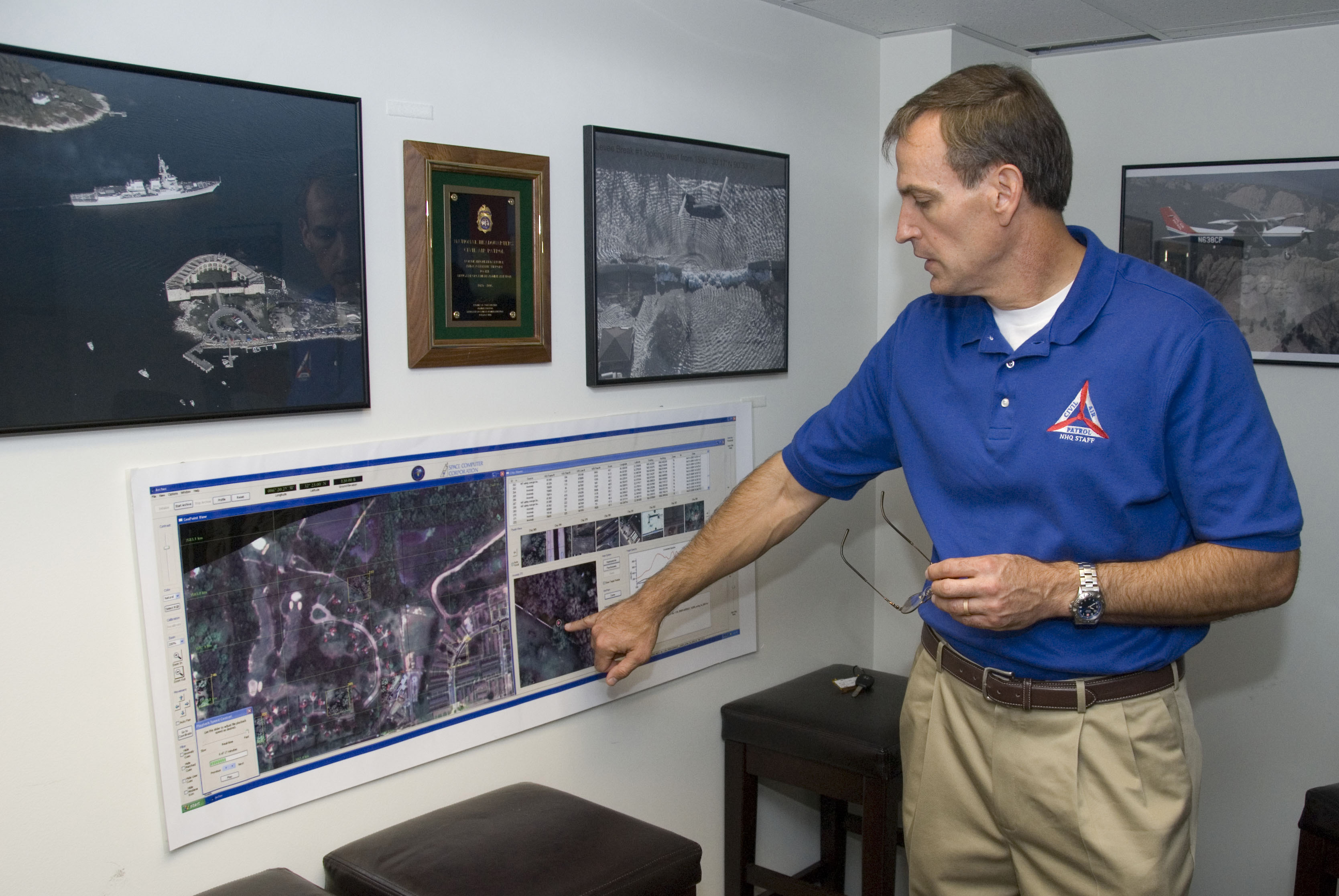
John Salvador, diretor de operações da Civil Air Patrol, no "CAP National Operations Center".

| Designação | Nome do Esquadrão                  | Localização            | Comandante                     |
| ---------- | ---------------------------------- | ---------------------- | ------------------------------ |
| AL-100     | Headquarters Group 1               | North Alabama          | Lt Col Michael Guthrie         |
| AL-041     | Muscle Shoals Composite Squadron   | Muscle Shoals          | Lt Col Al Boyd                 |
| AL-055     | Huntsville Senior Squadron         | Meridianville          | Lt Col James Blair             |
| AL-075     | Gadsden Composite Squadron         | Gadsden                | Lt Col Ronald Hanson           |
| AL-119     | Redstone Composite Squadron        | Huntsville             | Lt Col Kim Miller              |
| AL-134     | Gen Joe Wheeler Composite Squadron | Hartselle              | Lt Col Robert "Brian" Williams |
| AL-135     | Mountain Lakes Composite Squadron  | Guntersville           | Lt Col Ben Booth               |
| AL-136     | TAG Composite Flight               | Bryant                 | Capt Jonathan Aultman          |
| AL-200     | Headquarters Group 2               | South Alabama          | Lt Col Harold Coghlan          |
| AL-005     | Mobile Composite Squadron          | Mobile                 | 1st Lt Rebecca Parsons         |
| AL-029     | Dothan Composite Squadron          | Dothan                 | Lt Col David McGonegal         |
| AL-032     | Maxwell Composite Squadron         | Maxwell Air Force Base | Capt Joshua Amerspek           |
| AL-113     | Auburn Composite Squadron          | Auburn                 | Capt Brian Kervin              |
| AL-300     | Headquarters Group 3               | Central Alabama        | Lt Col Rick Kilgore            |
| AL-024     | Tuscaloosa Composite Squadron      | Tuscaloosa             | Maj Rodney Stephens            |
| AL-087     | Bessemer Composite Squadron        | Bessemer               | 1st Lt Valerie Sawyer          |
| AL-090     | 117th ANG Composite Squadron       | Birmingham             | Maj Thad Mullins               |
| AL-118     | Pell City Senior Squadron          | Pell City              | Capt Timothy Gamblin           |
| AL-126     | Springville Cadet Squadron         | Springville            | Maj Kenneth McEntyre           |
| AL-132     | Central Alabama Senior Squadron    | Pelham                 | Capt Barry L Colley            |

## Proteção legal
Os membros da Civil Air Patrol que estão empregados dentro das fronteiras do Alabama têm direito a licença militar de seu emprego "sem perda de pagamento, tempo, índice de eficiência, férias anuais ou licença médica" de acordo com o Código do Alabama § 31-2- 13 quando em treinamento ou outro serviço relacionado à Civil Air Patrol.